# Tegenaria parmenidis
Tegenaria parmenidis là một loài nhện trong họ Agelenidae.
Loài này thuộc chi Tegenaria. Tegenaria parmenidis được Paolo Marcello Brignoli miêu tả năm 1971.